# Marie-Louise Meilleur
Pour les articles homonymes, voir Meilleur et Chassé.
 (novembre 2024).
Si vous disposez d'ouvrages ou d'articles de référence ou si vous connaissez des sites web de qualité traitant du thème abordé ici, merci de compléter l'article en donnant les références utiles à sa vérifiabilité et en les liant à la section « Notes et références ».
Marie-Louise Fébronie Meilleur, née Chassé le 29 août 1880 à Kamouraska au Québec (Canada) et morte le 16 avril 1998 dans sa maison de retraite à Corbeil en Ontario à l'âge de 117 ans et 230 jours, est la personne qui a vécu le plus longtemps de l'histoire du Canada. Elle est également la doyenne de l'humanité durant 255 jours, entre le 4 août 1997 et le 16 avril 1998, succédant à la Française Jeanne Calment. 

## Biographie
Elle est la fille de Pierre Chassé et Fébronie Lévesque. Elle épouse Gérald-Étienne Leclerc en 1900. Après le décès de son époux et de ses parents, elle quitte la région avec deux de ses quatre enfants survivants (sur six) pour s'établir en Ontario en 1913. Elle ne reverra sa région natale qu'une fois, en 1939. En 1915, elle épouse Hector Meilleur, dont elle aura six enfants. Après le décès de son second époux, en 1972, elle s'installe chez une de ses filles, puis entre en maison de retraite.